# Académie de physique de Caen
Pour les articles homonymes, voir Académie de Caen.
L’Académie de physique de Caen est une institution scientifique fondée à Caen en 1662 et dissoute en 1672. Elle a été la première académie des sciences de province à bénéficier d’une charte royale et l’une des premières en France à promouvoir l’empirisme et la coopération scientifique comme fondement de ses programmes.

## Débuts (1662-1667)
L’Académie est fondée en 1662 par André Graindorge, médecin et philosophe de la nature local, et par le savant caennais Pierre-Daniel Huet, de retour de son voyage de travail à la bibliothèque de la reine Christine de Suède, où il a mis au jour des fragments du Commentaire sur Saint Matthieu d’Origène. Graindorge et Huet étaient membres de l’Académie des sciences, arts et belles-lettres de Caen où, en dépit de son nom officiel, l’on débattait surtout de philosophie et de littérature, au grand regret des deux hommes qui nourrissaient tous deux un intérêt croissant pour la philosophie naturelle. Graindorge, qui s’appliquait depuis fort longtemps aux sciences physiques, s’intéressait notamment particulièrement à l’expérimentation et à l’étude des relations entre la théorie et la philosophie. Il engagea Huet à prendre un jour par semaine où il ne serait question que de sciences naturelles. Huet y consentit, et c’est ainsi qu’une Académie nouvelle fut créée dans sa maison.
L’Académie débuta comme un cercle de réflexion sous le patronage de Huet, le plus connu des deux, Graindorge établissant le programme d’étude. Le cercle initial n’avait pas vraiment de membres bien établis, mais servait de groupe informel aux scientifiques ayant des intérêts similaires. Elle s’occupait avec ardeur de recherches anatomiques. Les sept premières années, le groupe se réunit surtout pour voir des dissections et en discuter:22-27.
Les travaux de la nouvelle Académie embrassaient aussi l’astronomie. Huet avait fait venir chez lui, avec la bibliothèque de Gilles Macé composée d’ouvrages rares en mathématiques, dont son cousin lui avait fait présent, d’instruments, d’un globe de cinq pieds de diamètre fabriqué par Macé à l’imitation de celui de Tycho Brahé. Huet observa lui-même, avec ces instruments, la comète de 1664. L’apparition de la comète de 1665, et un long séjour de Graindorge à Paris, servirent à inspirer l’intérêt du groupe pour la science et à formaliser ses activités. Lors de son séjour à Paris, Graindorge assista aux réunions scientifiques du  cercle de Melchisédech Thévenot, embryon de la future Académie des sciences de Paris, y observant des dissections réalisées par l’anatomiste réputé Niels Stensen, qui le convainquirent plus encore de l’importance d’un savoir établi sur des bases expérimentales. Il commença à rendre compte de ce qu’il voyait à Paris par courrier à Huet, qui s’en est servi pour alimenter le programme de travail à Caen. Graindorge devint également persuadé qu’une société coopérative fondée sur la recherche empirique constituait la meilleure façon d’appréhender la vérité scientifique:50-51. Près du local des séances, il y avait un hôpital dont le chirurgien, lorsqu’un malade venait à mourir de quelque maladie peu connue, en donnait avis aux membres de l’Académie avant l’inhumation : ceux-ci procédaient à la dissection du corps, afin d’arriver, s’il était possible, à découvrir la cause du mal et de la mort. Les académiciens ne se bornaient pas à disséquer des cadavres humains, ils étendaient aussi leurs travaux aux quadrupèdes, oiseaux, poissons, serpents et insectes, tant morts que vivants. Ils parvinrent ainsi à des découvertes intéressantes.
Huet, qui était myope, pensa que ses recherches l’aideraient peut-être à combattre ce défaut de sa vue : il étudia la structure de l’œil avec la plus grande attention, disséquant de sa main plus de trois cents yeux de toutes espèces d’animaux. Espérant découvrir les propriétés de la vue, il compara les yeux des animaux passant pour avoir la vue la plus perçante, tels que les éperviers, avec les yeux des oiseaux dotés d’une vue faible et trouble, tels que sont les hiboux. Il confrontait les humeurs avec les humeurs, les tuniques avec les tuniques, les nerfs avec les nerfs et, d’après cet examen, il portait son jugement sur la vue des animaux qu’il soumettait à ses recherches.
Rentré à Caen en avril 1666, juste après le départ de Huet, Graindorge prit, en son absence, l’organisation de l’Académie naissante en main. À ce moment, celle-ci se composait, en plus de Graindorge et de Huet, de :
- Charles Busnel ;
- Jean Gosselin, chevalier de Villons ;
- Nicolas Croixmare, sieur de Lasson ;
- Pierre Hauton ;
- Matthieu Maheust de Vaucouleurs.

Étant donné la hiérarchie sociale dans la France de cette époque, Graindorge éprouva tout d’abord des difficultés pour organiser l’Académie sous son autorité. Il commença par utiliser ce qu’il avait acquis à Paris pour en orienter les travaux, en se concentrant sur les phénomènes naturels et les animaux, comme les causes de la rosée, les serpents et les effets de leurs venins ou encore des recherches sur le système circulatoire:66-67. D’autres membres commencèrent également à partager leurs expériences et découvertes, tel Vaucouleurs, qui a travaillé sur le poids de l’air et développé une version primitive de baromètre:68. Cependant, alors que Graindorge, et dans une moindre mesure, Vaucouleurs, effectuent de nouvelles recherches et expériences, l’Académie commença à péricliter. Le retour de Huet à Caen en janvier 1667 contribua à  lui redonner un nouveau souffle, ainsi que la nouvelle selon laquelle l’Académie serait placée sous protection de Guy Chamillart, intendant royal de la généralité de Caen depuis 1665, à partir du départ de Caen de Huet en octobre 1667. L’Académie s’agrandit aussi avec l’arrivée de trois nouveaux membres : Jacques Savary, sieur de Courtsigny, Jacques Chasles et Pierre Cally:101-102.

## Reconnaissance royale (1667-1668)
Lorsque Colbert apprit que l’Académie donnait à ses travaux un but si utile, il eut assez de crédit sur l’esprit de Louis XIV pour faire contribuer l’État aux frais des expériences que multipliaient ses savants. L’Académie grandissait de jour en jour en renommée et le duc de Saint-Aignan ambitionnait, par l’entremise de Huet, d’en faire partie. En janvier 1668, Chamillart, en sa qualité de dirigeant de l’Académie, obtint sa reconnaissance en tant qu’institution royale de la part de Louis XIV et une promesse de financement royal. Le 18 janvier 1668, Huet demanda à l’Académie des sciences de Paris qui lui fut accordé. Huet promit que ces derniers feraient les observations particulières à leur province en échange de l’envoi d’ouvriers parisiens s’ils avaient besoin de quelques instruments. La reconnaissance et le financement royal ainsi que la coopération inter-académique, firent de l’Académie de Physique une des institutions les plus importantes d’Europe. Cependant, cela ne réglait pas la question de la direction de l’Académie, car la priorité de Chamillart était son poste de bureaucrate régional et non la direction d’une institution scientifique. C’est à cette fin qu’il recommanda que l’Académie commence à travailler sur des questions régionales, telles que le drainage des marais et la construction de fontaines, les membres reculèrent devant ces requêtes, notamment en l’absence de financement supplémentaire de la part de Chamillart ou de la cour:90-92. Les académiciens préféraient plutôt se concentrer sur des questions plus empiriques dont ils communiquèrent la liste à Chamillart lors de l’une des premières réunions à laquelle il assista. Cette liste peut se décomposer grosso modo en quatre domaines : 
- astronomie ;
- génie civil ;
- métallurgie (et développement d’instruments scientifiques) ;
- anatomie[2]:104-112.

Chamillart donna son consentement à cette liste, qui correspondait dans les faits à une réorganisation de l’Académie encourageant chaque membre à poursuivre ses projets en propre, au lieu de travailler en collectif. Certains domaines inventoriés, tel que le génie civil, connurent un certain succès avec des expériences de dessalement de l’eau de mer de Hauton, et un projet d’élargissement du canal dans la rivière locale, ainsi que les instruments scientifiques, comme le baromètre de Vaucouleurs et une nouvelle conception de chronomètre de marine par Villons:108-112. Le plus grand succès continua d’être celui du programme d’anatomie de l’Académie, qui produisit deux volumes de rapports de dissection illustrés soumis en 1667 et 1668 à l’Académie Royale à Paris qui leur rendit hommage:112. Les relations entre l’Académie de Caen l’Académie des Sciences étaient pourtant fort loin d’être satisfaisantes : les savants caennais se plaignaient d’être considérés en inférieurs par leurs homologues parisiens, qui les traitaient en auxiliaires occasionnels, et non en partenaires égaux dans la poursuite de l’étude expérimentale. À plusieurs reprises, des rapports d’expériences envoyés par l’Académie de Physique à Paris furent rejetés comme scientifiquement inopérants. Lorsque, en revanche, ils furent acceptés, l’Académie des sciences les incorpora dans ses documents généraux sans créditer Caen. Il y eut même des fois où les savants Caen s’indignèrent de voir l’Académie parisienne rejeter certaines de leurs idées qu’ils considéraient comme les meilleures.
Huet, alors à Paris, s’inquiéta de la direction prise par l’Académie lorsqu’il apprit les changements qu’on y avait fait. Il s’impliqua de nouveau dans le fonctionnement de l’Académie et présenta, en janvier 1668, un nouveau plan de travaux de l’Académie, à la cour et à l’Académie Royale. L’accent serait désormais remis sur la recherche empirique, en particulier les dissections, ainsi que sur la poursuite des travaux de dessalement de l’eau de mer:117. Dans les faits, ceci revenait à renvoyer Chamillart et à replacer Huet à la tête de l’Académie.

## Essor et déclin (1668-1672)

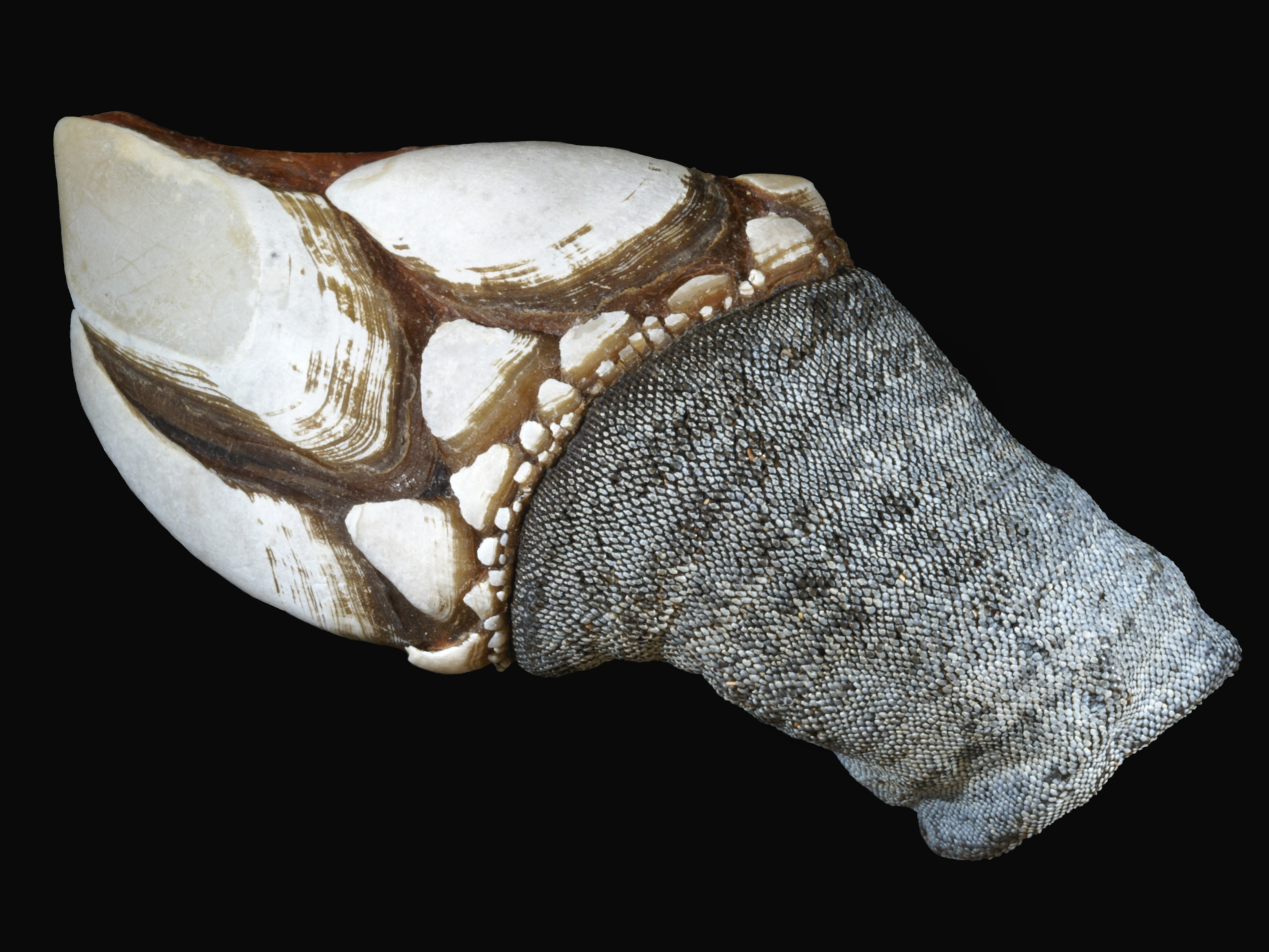
La bernacle des navires : Pollicipes cornucopia

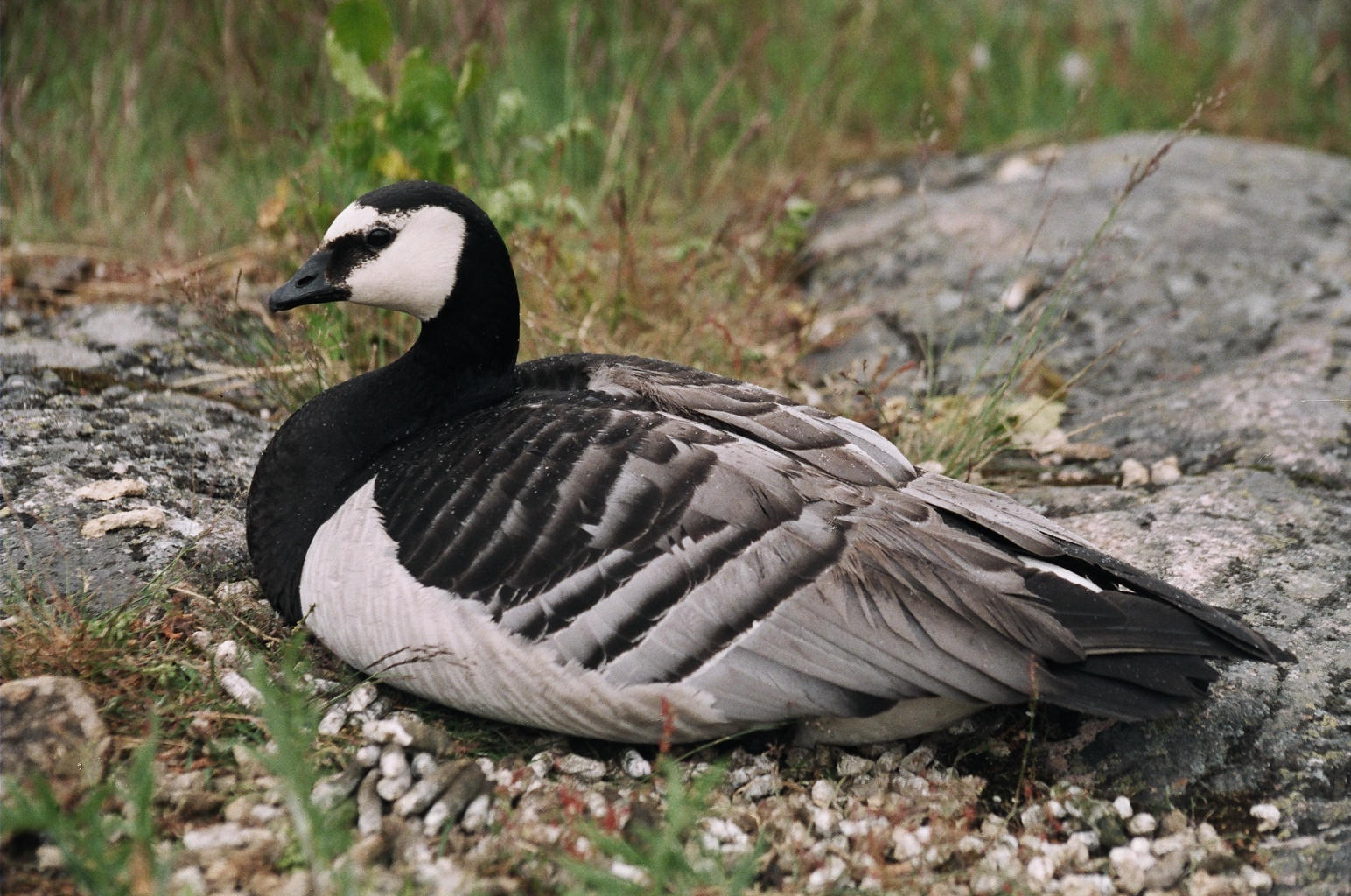
La macreuse : Branta leucopsis

L’indifférence et l’absentéisme des membres aux réunions, des querelles de personnes, de stériles controverses, des problèmes relatifs aux subventions ont causé le déclin et la fin de l’Académie. Le retour de Huet à sa tête vit le début d’une période de travail fructueuse. Celle-ci commença à être reconnue par les savants de toute l’Europe, et particulièrement en Angleterre, où les membres de la Royal Academy s’intéressaient aux effets du financement par le roi de la science en France:123-24 tandis que se poursuivaient les dissections d’animaux, en particulier des créatures marines, grâce à la proximité de Caen avec la mer, ainsi que le projet de dessalement d’eau de mer. Toutefois, le nouveau départ de Caen de Huet entraina une baisse de participation du groupe qui mit l’Académie au bord de la cessation d’activités. Le retour de Chamillart, en novembre 1668, qui réussit à conserver le financement de l’Académie, lui insuffla un nouveau dynamisme. L’achèvement et la présentation à l’Académie royale du programme de dessalement d’eau de mer se traduisit également par des subventions supplémentaires de la part de la cour:136-37. Or cette libéralité inespérée n’alla pas sans créer des problèmes supplémentaires, car elle revenait à écarter Huet comme principal commanditaire, ce qui l’obligea à exiger un loyer de la part de l’Académie pour pouvoir se réunir chez lui. Les querelles nées de l’emploi à faire des fonds restants furent une source de tensions supplémentaires entre Graindorge et les autres académiciens:145-48. Aux difficultés à établir un lieu de rencontre régulier vint se surajouter un retard dans la réception des fonds royaux tant disputés. L’Académie commença alors à se désagréger. Au début de 1672, Graindorge tenta de réunir l’Académie autour d’un nouveau projet d’étude de la macreuse visant à réfuter la théorie selon laquelle cet oiseau provenait des bernacles des navires. Graindorge travailla personnellement sur le projet, en rédigeant les conclusions pour les confier à Chamillart qui les soumit à l’Académie royale et la cour:156-58. Les conclusions de Graindorge furent rejetées parce que la croyance sur l’origine de la macreuse avait les faveurs de l’Église pour qui la théorie de la génération spontanée prouvait la véracité de l’Immaculée Conception, et la Cour décida, en conséquence, de cesser de financer l’Académie qui, à court de fonds, fut acculée à la dissolution fin 1672.